# Sheltie
Shetlandský ovčák, sheltie, vyšlechtěná na Shetlandských ostrovech vypadá jako malá kolie. Na Shetlandských ostrovech najdeme malé ovce a Shetlandské poníky. A právě Sheltie byla jejich ovčáckým psem. Toto plemeno se považuje za výsledek křížení dlouhosrstých kolií s domácími psy na Shetlandských ostrovech, ale zřejmě má více krve původních keltských ovčáků. Plemeno je známé už od 18. století.
Je to nenáročný, odolný a přátelský pes, v současnosti se chová také jako společník. Je oblíbená u rodin s dětmi.

## Historie
Šeltie, pocházející ze Shetlandských ostrovů severně od Skotska, se začaly vyvíjet již v 17. století. Nevypadaly však vždy tak jako dnes. Ze začátku by se daly přirovnat spíše k malé border kolii. Do své dnešní podoby se dostaly až kolem roku 1940. Do této doby byl vzhled každého jedince dost rozmanitý. Hlavní příčinou takových rozdílů bylo, že se anglický Kennel Club nemohl dohodnout na standardní výšce a preferovaly se úplně jiné kostry než dnes. Někteří chovatelé se chtěli přiblížit vzhledu malé kolie a tak se dostávali do chovu šeltií malí jedinci kolií, kteří však krom krásy srsti zadělali na věčné problémy s výškou ve vrzích. Na rozvoji šeltie se nepodílela zdaleka jen kolie, spíše naopak. Kolie dodala pouze konečný elegantní vzhled, původem jsou šeltie pravděpodobně potomky špicovitých a severských plemen, Kavalír King Charles španělů a částečně mají také podobný původ jako border kolie.

## Vzhled
Šeltie je malé plemeno s dlouhým a rovným hřbetem. Špičatá hlava má mírný stop. Oči jsou nejčastěji tmavohnědé mandlovitého tvaru. Uši jsou malé, blízko u sebe, v klidu přiléhají k hlavě, při soustředění směřují poloklopené vpřed. Srst je dlouhá a rovná s hustou podsadou, proto je nutné ji pravidelně kartáčovat. Může mít sobolí, trikolor, blue-merle, černo-tříslová nebo bicolour (černo-bílá) která je trochu vzácná. Ocas je nízko nasazený, lehce prohnutý.

## Povaha
O šeltiích se dá říci, že je to bezproblémové plemeno. Je velice inteligentní a vnímavá, a právě pro tuto vlastnost se nehodí ke každému. Bude určitě špatně snášet nervózního člověka, jelikož je citově labilní a neunese hrubost a řev, v takovém případě vám vyhlásí stávku. Je velice učenlivá a chápavá, a proto jí výcvik nedělá velké problémy. Některé šeltie ale v důsledku své vnímavosti přehnaně reagují na rušivé podněty, což může limitovat jejich pracovní upotřebitelnost. Nejvíce úspěchů dosahují v agility, kde se uplatní jejich přesnost. Některé šeltie vynikají často i velikou rychlostí. V poslední době[kdy?] se v České republice objevuje stále více šeltií v disciplíně dogdancing. I když je šeltie původně pes ovčácký a pudy pást mají šeltie dodnes, v České republice tato disciplína není příliš rozšířená. Je oblíbená u rodin s dětmi.

## Šeltie v agility
Mezi přednosti šeltií v agility patří lehká kostra, velká učenlivost a pozornost. Většina šeltií se vyskytuje v agility ve velikosti S (Small) a M (Medium). Avšak najdou se i jedinci, kteří závodí v kategorii large. Jsou inteligentní a tak jim netrvá moc dlouho naučit se všechny překážky v agility.